# Шустиков, Игорь Владимирович
Игорь Владимирович Шустиков (бел. Ігар Уладзіміравіч Шусцікаў; 25 августа 1971, Бобруйск, Могилевская область, Белорусская ССР, СССР — 14 июля 2014, Бобруйск, Могилевская область, Беларусь) — белорусский футболист, выступавший на позиции либеро. Сыграл 180 матчей в чемпионатах Беларуси, забил 1 гол.

## Биография
Воспитанник могилёвского футбола, в 1989 году выступал за дубль минского «Динамо».
В 1992 году, после образования независимого чемпионата Беларуси, начал выступать на профессиональном уровне за команду высшей лиги «ФК Бобруйск» (ранее — «Трактор», «Фандок»), провёл за неё 95 матчей. В 1994 году стал финалистом Кубка Беларуси.
С 1995 года выступал за другую бобруйскую команду «Белшина» (ранее — «Шинник»), за которую провёл 85 игр. Свой единственный гол на высшем уровне забил 21 мая 1999 года в игре против витебского «Локомотива» (4:0) ударом с 35 метров.
В составе «Белшины» стал серебряным призёром чемпионата Беларуси 1997, бронзовым призёром чемпионатов 1996 и 1998, двукратным обладателем Кубка Беларуси (1997, 1999). Несколько раз его включали в список 22 лучших игроков Беларуси.
В 2000 году играл за команду первой лиги «Химик» (Светлогорск), после чего завершил карьеру.
После окончания карьеры игрока работал детским тренером.
Умер 14 июля 2014 года на 43-м году жизни.

## Достижения
- Обладатель кубка Беларуси (2): 1996/1997, 1998/1999
- Серебряный призёр чемпионата Беларуси: 1997
- Бронзовый призёр чемпионата Беларуси (2): 1996, 1998
- Финалист кубка Беларуси: 1993/94